# Oscar Wisting
Oscar Adolf Wisting (6 de junho de 1871 - 5 de dezembro de 1936) foi um explorador polar norueguês. Foi um dos cinco homens que alcançou o Polo Sul em 14 de dezembro de 1911, fazendo parte da expedição polar de Roald Amundsen.

## Biografia

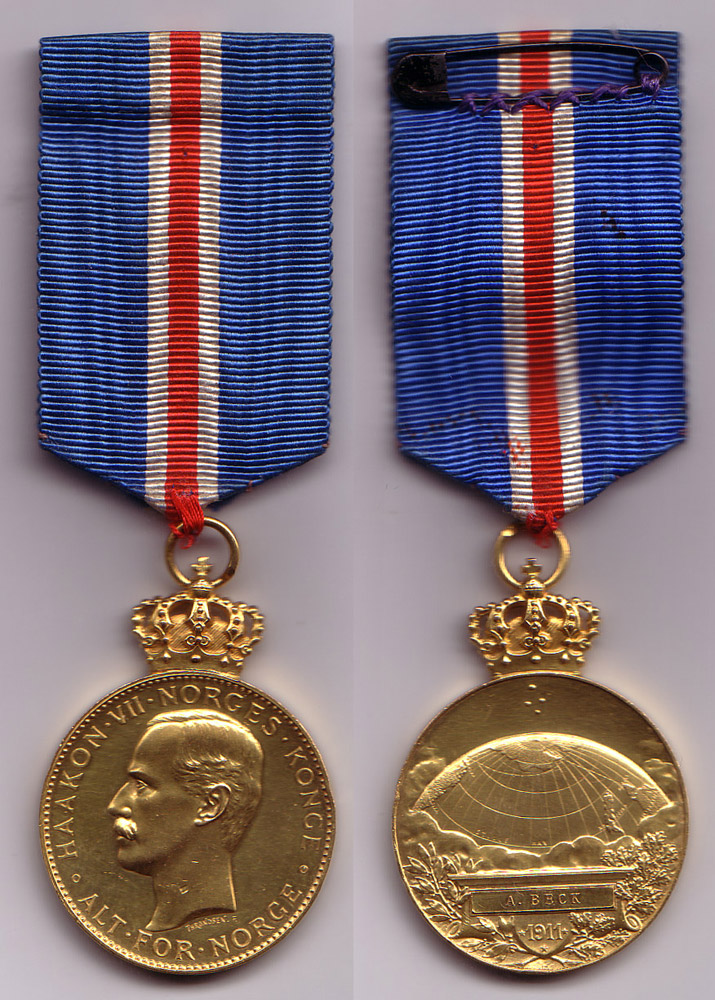
Medalha do Pólo Sul

Oscar Wisting nasceu em Larvik, no condado de Vestfold, Noruega. Ele era filho de Ola Martin Olsen Wisting (1843 a 1927) e de Abigael Helene Andersen (de 1843 a 1885). Ele se tornou o mais velho de 13 filhos. Seu pai dirigia uma empresa de transporte rodoviário.
Ele estava trabalhando como artilheiro naval em Karljohansvern, a base naval em Horten durante 1909, quando Roald Amundsen pediu-lhe que fosse para o norte com ele em sua próxima expedição ao Pólo Norte. Mais tarde, Amundsen mudou secretamente seus planos. Wisting foi para o mar acreditando que estavam indo para o Pólo Norte. Em vez disso, soube que eles estavam indo para o sul para começar a corrida com Robert Falcon Scott para o Pólo Sul.
Em 14 de dezembro de 1911, junto com Amundsen, Helmer Hanssen, Olav Bjaaland e Sverre Hassel, Wisting fincou a bandeira norueguesa no Pólo Sul Geográfico, os primeiros exploradores a chegarem a esse ponto. De 1918 a 1925, Wisting foi o oficial chefe a bordo do Maud na tentativa de Roald Amundsen de atravessar a passagem Nordeste. De 1923 a 1925, Wisting mais ou menos atuou como líder da expedição depois que Amundsen saiu para tentar voar até o pólo.
Em 1926, Wisting participou da tentativa bem-sucedida de Amundsen de sobrevoar o Pólo Norte. No dirigível Norge, eles alcançaram o pólo em 12 de maio de 1926. As três reivindicações anteriores de terem chegado ao Pólo Norte - por Frederick Cook em 1908, Robert Peary em 1909 e Richard E. Byrd em 1926 - são todas contestadas, como sendo de precisão duvidosa ou de fraude total. Alguns dos que disputam essas reivindicações anteriores consideram a tripulação do Norge como os primeiros exploradores verificados a chegar ao Pólo Norte. Além disso, Wisting, junto com Amundsen, foi uma das duas primeiras pessoas que estiveram tanto no Pólo Norte quanto no Pólo Sul.
Nos anos posteriores, Oscar Wisting foi uma força ativa por trás dos preparativos e da construção do Museu Fram em Oslo, um museu construído para armazenar e exibir o navio polar Fram. Em 5 de dezembro de 1936, Wisting foi encontrado morto de ataque cardíaco em seu antigo beliche a bordo do Fram, poucos dias antes do 25º aniversário da bem-sucedida expedição ao Pólo Sul.
Por sua participação na expedição, ele recebeu a Medalha do Pólo Sul (Sydpolsmedaljen), o prêmio Real norueguês instituído pelo Rei Haakon VII em 1912 para recompensar os participantes da expedição de Roald Amundsen ao Pólo Sul.